# 紀小鹿
紀 小鹿（き の おしか、生没年未詳）は、奈良時代中期の歌人。紀 女郎（き の いらつめ）ともいう。

## 経歴
安貴王の妻であったが、王は神亀元年（724年）ごろ、因幡八上采女と関係を持ち、天皇の采女に臣下が手を出したという不敬罪で本郷（もとつくに）に退去させられている。そのことが原因かどうかは不明であるが、天平年間（729年 - 749年）ごろから大伴家持とたびたび歌を交わしている。
ほかにも、「怨恨（うらみ）の歌三首」や、包める物を友に贈る歌、梅の歌がある。
ほとんどの歌が「相聞」歌であり、代表的な万葉女流歌人の一人とされている。

## 系譜
- 父：紀鹿人
- 夫：安貴王（春日王の子）
  - 男子：市原王